# American Statistical Association
Die American Statistical Association (ASA) (deutsch: Amerikanische Statistische Vereinigung) ist ein Verbund von Statistikern mit weltweit mehr als 17.000 Mitgliedern.
Gegründet wurde die ASA 1839 in Boston. Sie gibt mehrere wissenschaftliche Fachzeitschriften heraus, darunter The American Statistician das Journal of the American Statistical Association (JASA) und das Journal of Business and Economic Statistics (JBES). Darüber hinaus werden von der Organisation eine Reihe von Wissenschaftspreisen und Ehrungen verliehen. So werden unter anderem jährlich die ASA Fellowships vergeben.